# Biografmuseet, Säter

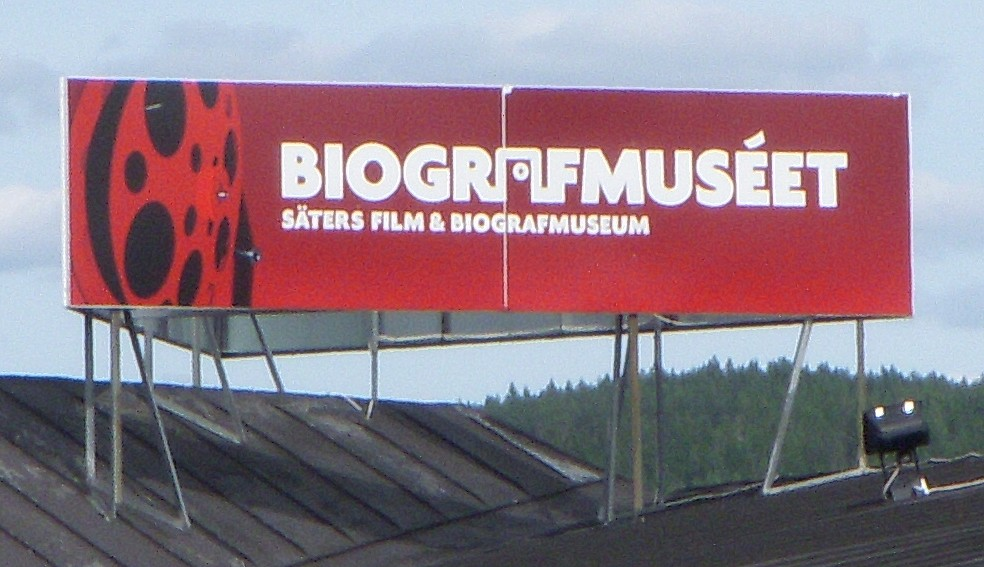
Museets skylt

Biografmuseet i Säter i Dalarna är ett museum som på en utställningsyta av 850 m² visar den rörliga bildens historia inom film och television. Museet är beläget vid Järnvägsgatan 26 intill riksväg 70. Säters Film- och Biografmuseum ägs av Säters kommun och drivs av föreningen Biljettkassan, huvudsakligen med stöd av Säters kommun och är Sveriges enda museum i sitt slag.

## Bakgrund
Upphovsman till museet var film- och TV-fotografen Erik Wester (1931-1997), han donerade sin egen samling som utgjorde grunden för utställningen. Andra samlare bidrog med ytterligare föremål. Biografmuseet invigdes 1989. År 1995 fick museet en Guldbagge för "...dess fina presentation av den rörliga bildens historia".

## Permanenta utställningar

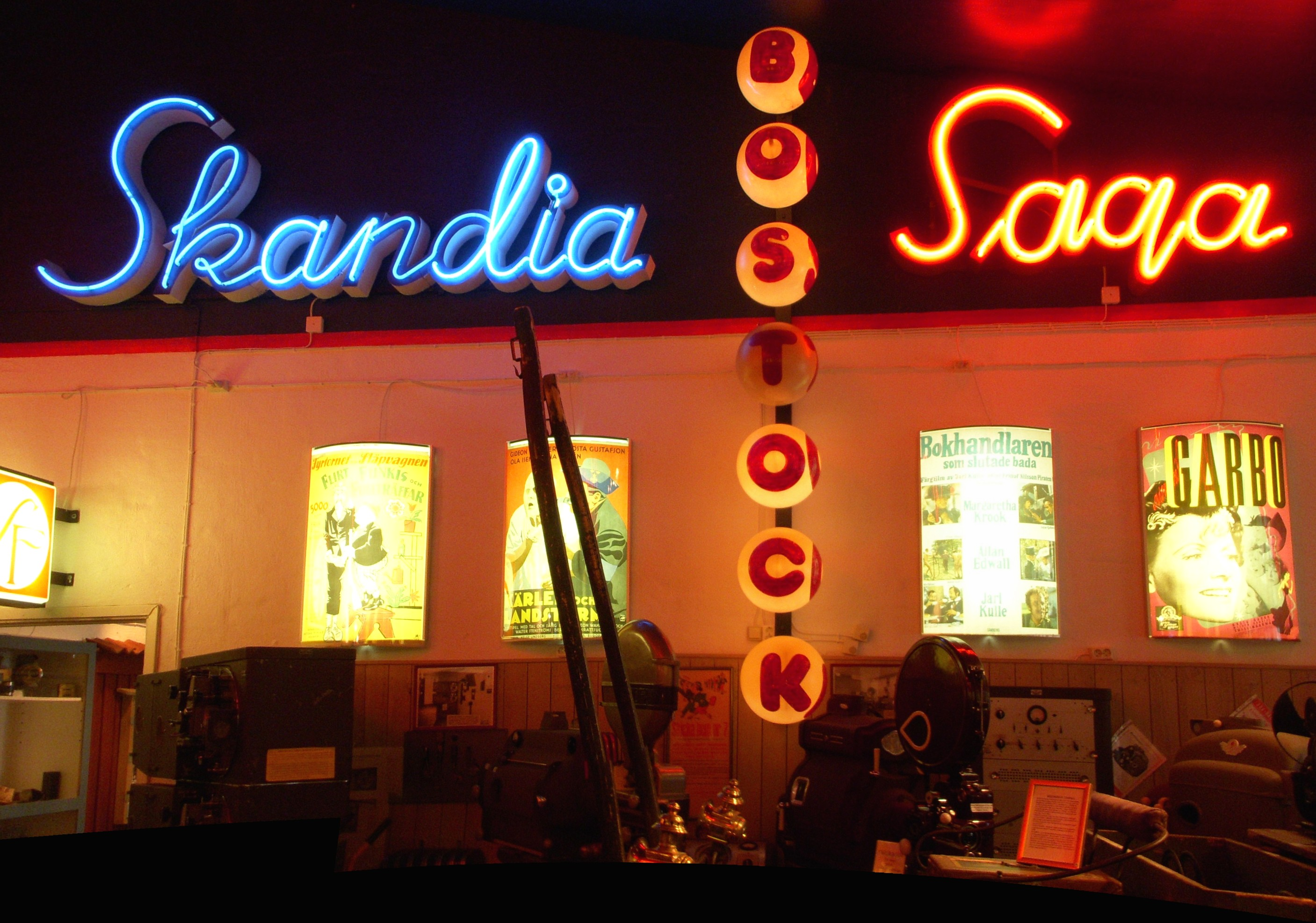
Historiska ljusskyltar, affischer och projektorer

Biografmuseet är inrymt i Säters gamla yxfabrik vid riksväg 70 i Säter. Efter flera expansioner, den senaste 2018, omfattar museet 850 m² yta som visar den rörliga bildens historia i ett antal tidstypiska rum. 
Under 2023 uppgick besökarantalet till 2300 personer. Grupper, bland annat skolklasser, är en viktig målgrupp för museet.

### Film
Museet förfogar över en omfattande samling filmkameror och filmprojektorer och all som har med filminspelning och filmredigering att göra. Originalskyltar för några klassiska Stockholmsbiografer som Skandia, Bostock och Saga med tillhörande filmaffischer illustrerar biografernas reklam och marknadsföring av filmer.
Här finns även en mindre biografsalong med 50 sittplatser, där man kan sitta i biografstolar från olika tidsepoker och uppleva allt från den hårda träbänken till det allra modernaste i sittkomfort. I museibiografen visas film av olika slag, som spelfilm, kortfilm och journalfilm. Intill salongen finns ett komplett maskinrum med flera filmprojektorer från olika tidsepoker. Allt är i funktionsdugligt skick.

### Television
I museet visas även den svenska televisionens historia med utställningsföremål som film- och TV-kameror, monitorer, kontrollpaneler fram till hemmets TV-mottagare. Hur det kunde se ut i svenskarnas TV-hörna på 1960-talet illustreras med en tidstypisk interiör. Sveriges Television har försett museet med föremål och museet har ett avtal med SVT om att ta emot och visa materiel som visar TV-historia. Bland många föremål skänktes en av Sveriges Radios tidiga "PHILIPS" färg-TV-kameror.  Det var Falu TV:s första färgkamera från tidigt 1970-tal.
Bland museets större utställningsföremål finns Sveriges Radios första OB-buss (OB står för “outside broadcasting”). Bussen, en Scania från 1938, gick i vanlig passagerartrafik och övertogs 1956 av dåvarande Radiotjänst som utrustade den för cirka en miljon kronor med fyra svart-vit TV-kameror och all erforderlig teknik. OB-bussen, som senare fick beteckningen OB-41 (4 kameror, buss nr 1) gjorde tjänst till slutet av 1960-talet. Den hade även lånats ut till Island och var där landets första TV-station medan TV-huset i Reykjavik uppfördes. All utrustning i bussen finns kvar i sitt ursprungliga skick.
2024 inleddes ett samarbete med det återuppväcka Hylandpriset som skall delas ut till betydande tv-personligheter. Priset, som hade varit vilande i flera år, startades upp igen av podcasten TV-fabriken och en del av det nya priset var att vinnarens porträtt skulle hängas på Biografmuseet. Den första nya vinnaren var Bianco Ingrosso, vars porträtt hängdes på museet våren 2025.

## Bilder

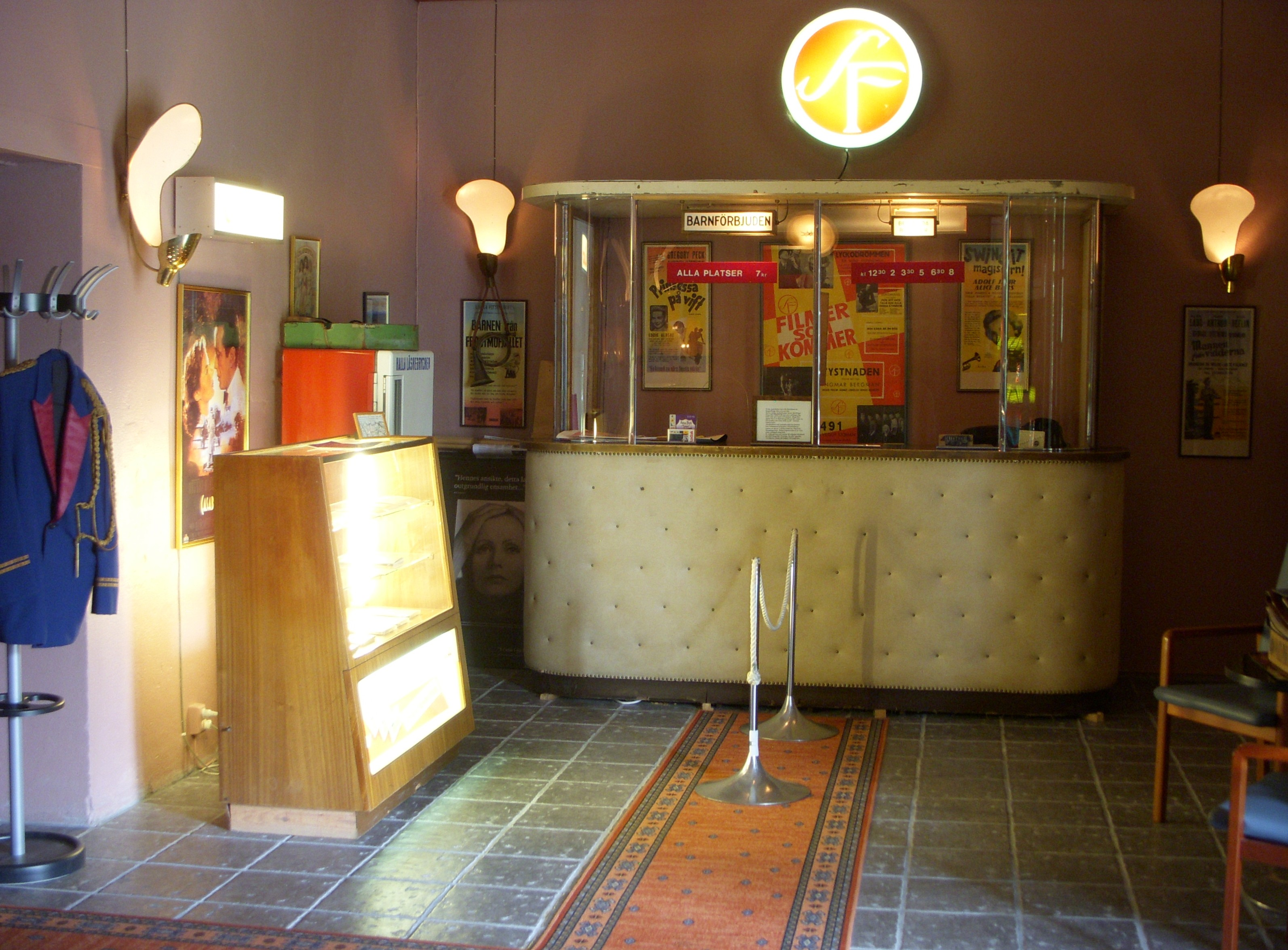
Biljettkur från 1950-talet
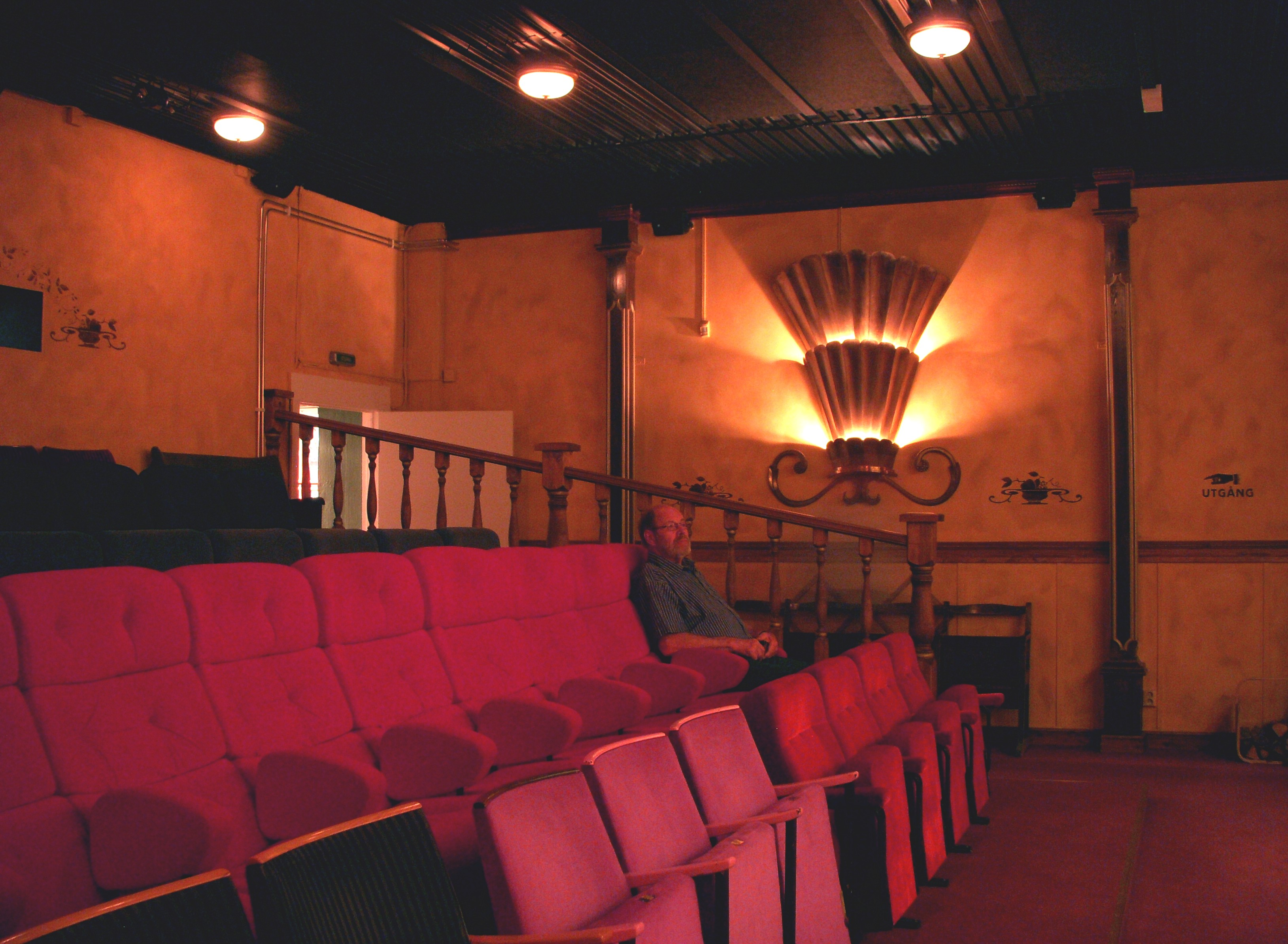
Biografmuseets salong
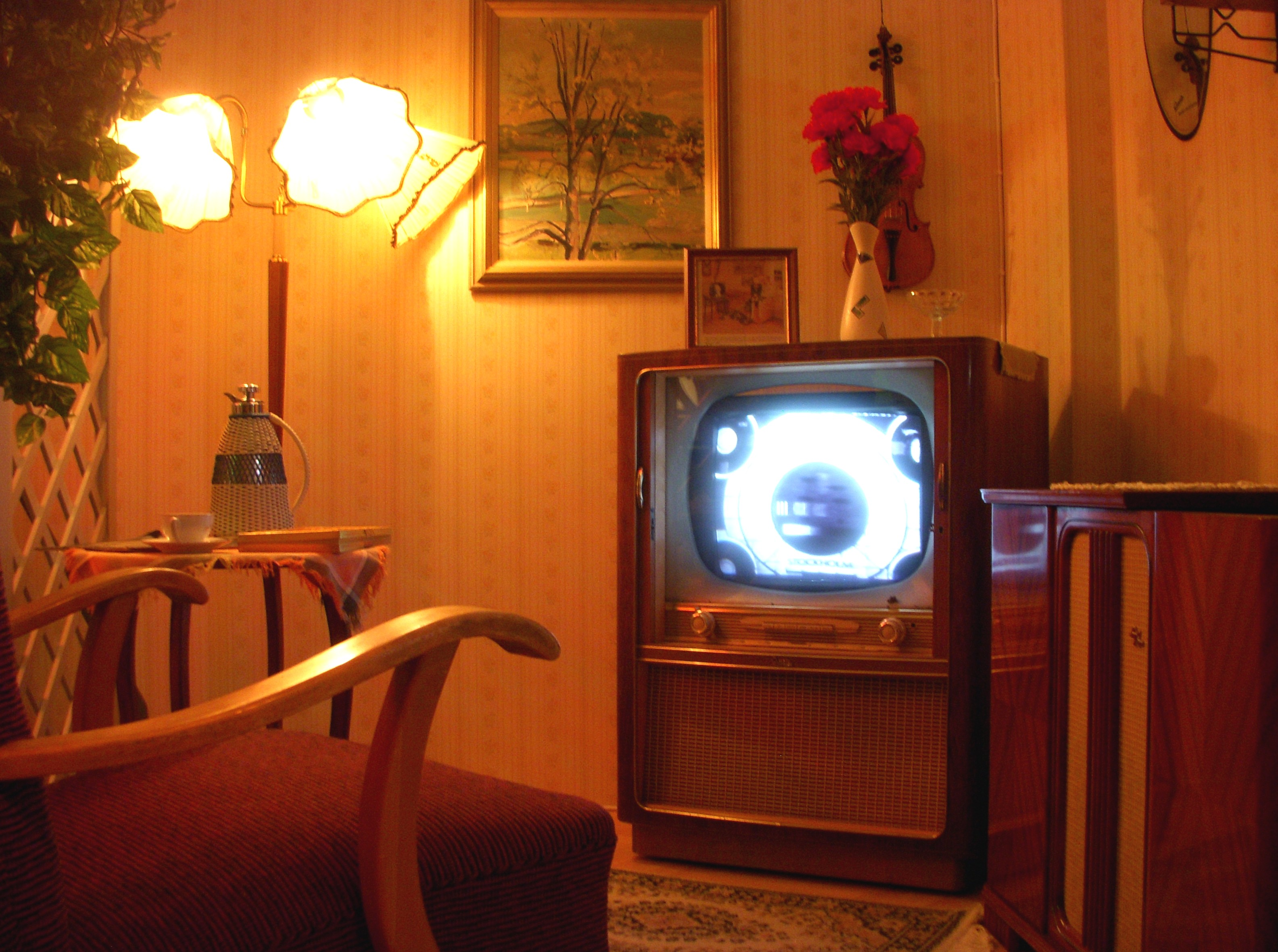
TV-hörnan i ett svenskt vardagsrum på 1960-talet
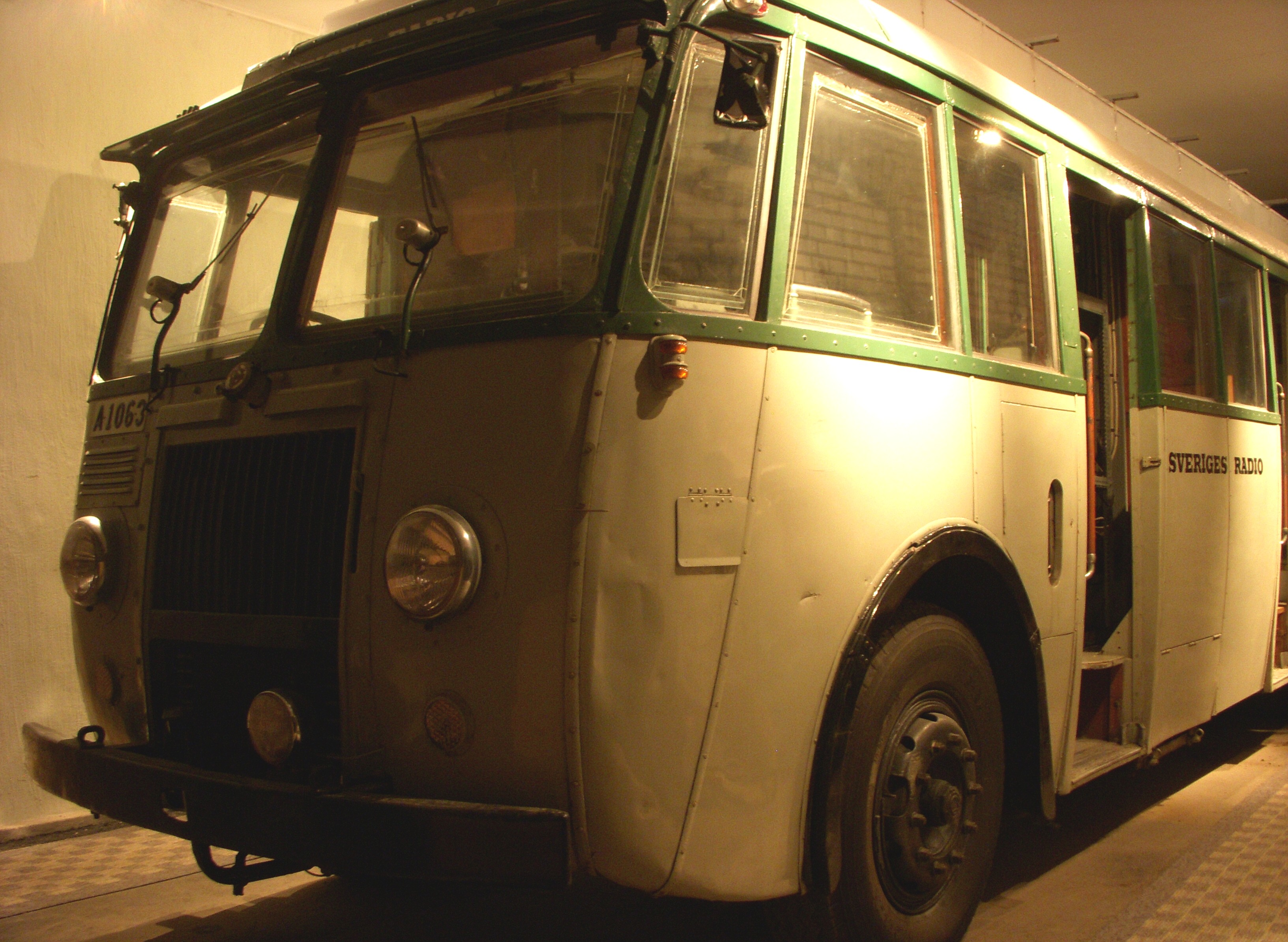
Sveriges Radios första OB-buss
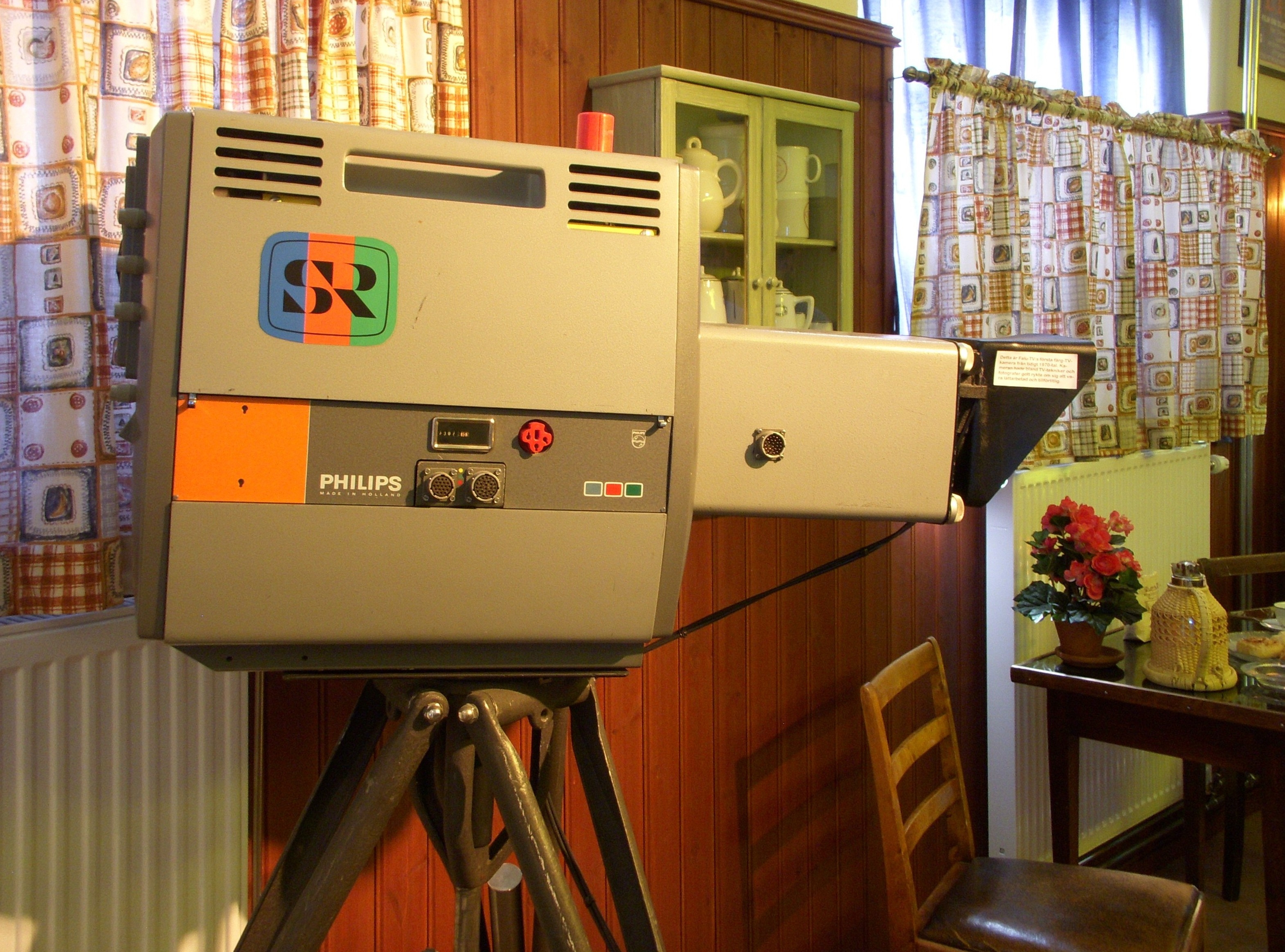
Falu TV:s första färgkamera, en Philips LDK-3 från 1969